# Поджаровка
Поджаровка— деревня в Износковском районе Калужской области Российской Федерации.

## Физико-географическое положение
Деревня расположена в северо-западной части Калужской области, на границе со Смоленской областью. Расстояние до областного центра, — Калуги, по автодорогам ~100 км, до районного центра, Износки ~ 22 км.

## Население
| 2002 | 2010 |
| ---- | ---- |
| 4    | ↘3   |

## История
На плане генерального межевания Медынского уезда 1791 года на месте Поджаровки покосы на пустоши Мальцова князя Александра Александровича Урусова